# Simulium jugatum
Simulium jugatum är en tvåvingeart som beskrevs av Boldarueva 1979. Simulium jugatum ingår i släktet Simulium och familjen knott. Inga underarter finns listade i Catalogue of Life.